# Институт по биофизика и биомедицинско инженерство
Институтът по биофизика и биомедицинско инженерство е научно звено в научно-изследователското направление по биомедицина и качество на живот на Българската академия на науките. Институтът провежда изследвания в областта на биофизиката, биохимията, клетъчната биология, физиологията, биомедицината, двигателната механика, хемо- и биоинформатиката.